# Корбу (Кетіна, Бузеу)
Корбу (рум. Corbu) — село у повіті Бузеу в Румунії. Входить до складу комуни Кетіна.
Село розташоване на відстані 98 км на північ від Бухареста, 48 км на північний захід від Бузеу, 139 км на захід від Галаца, 62 км на південний схід від Брашова.

## Населення
За даними перепису населення 2002 року у селі проживали 874 особи, з них 873 особи (99,9%) румунів. Рідною мовою 873 особи (99,9%) назвали румунську.